# Krananda semihyalina
Krananda semihyalina är en fjärilsart som beskrevs av Moore 1867. Krananda semihyalina ingår i släktet Krananda och familjen mätare. Inga underarter finns listade i Catalogue of Life.

## Bildgalleri

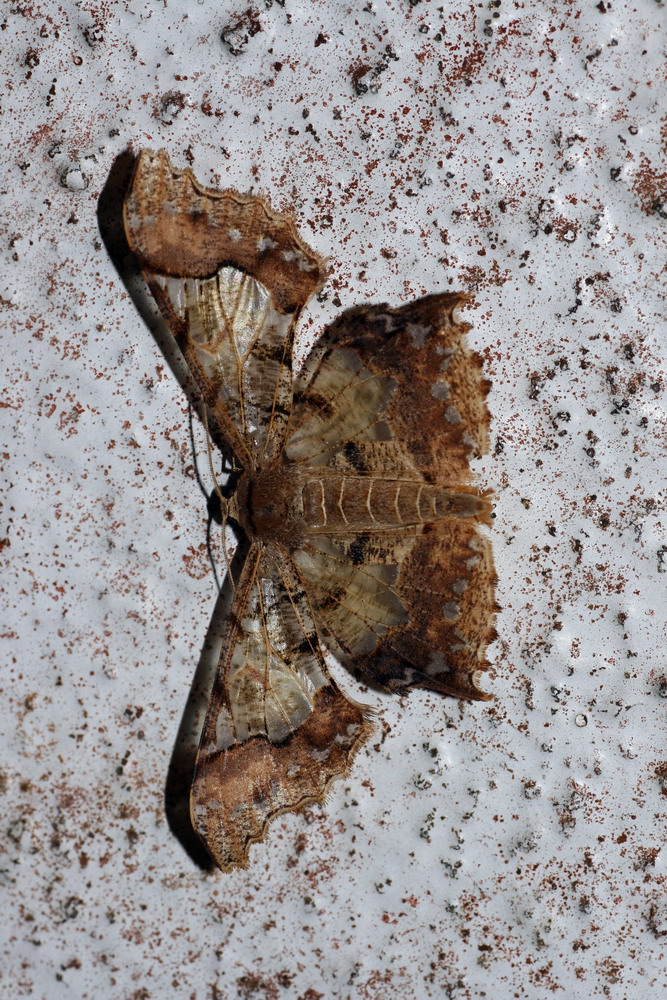
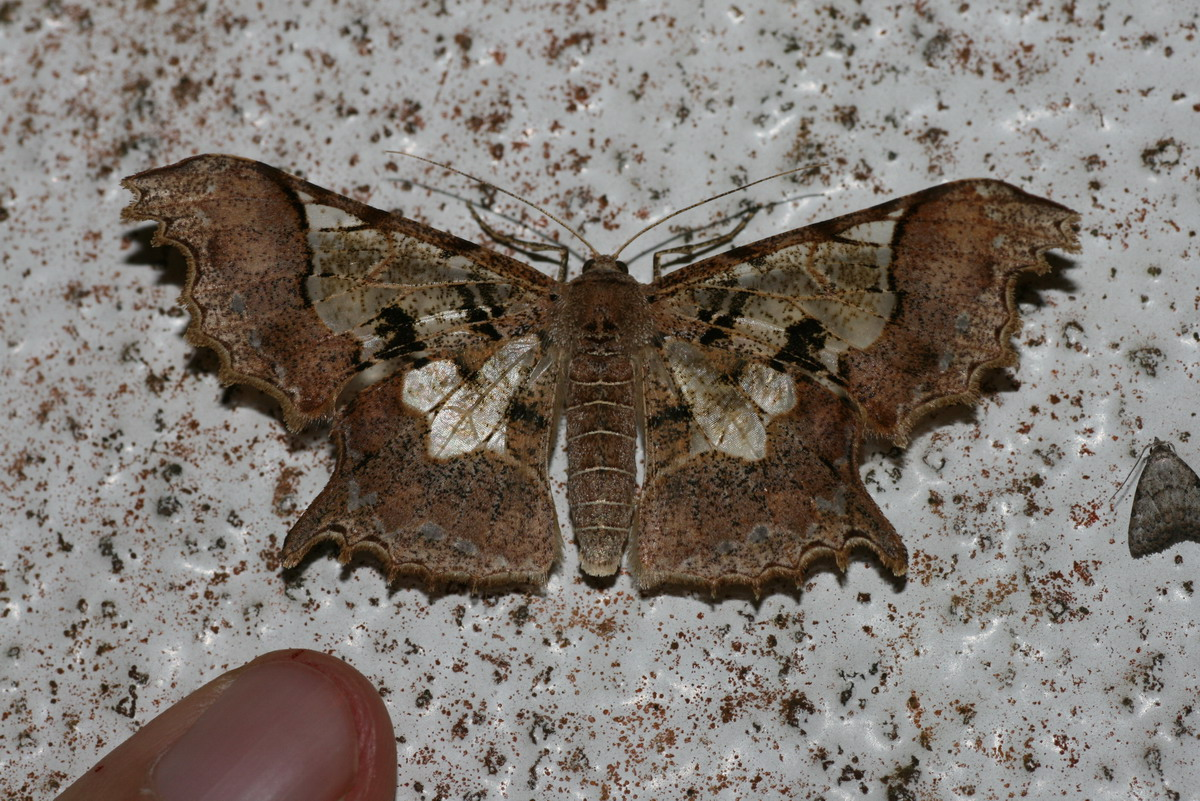
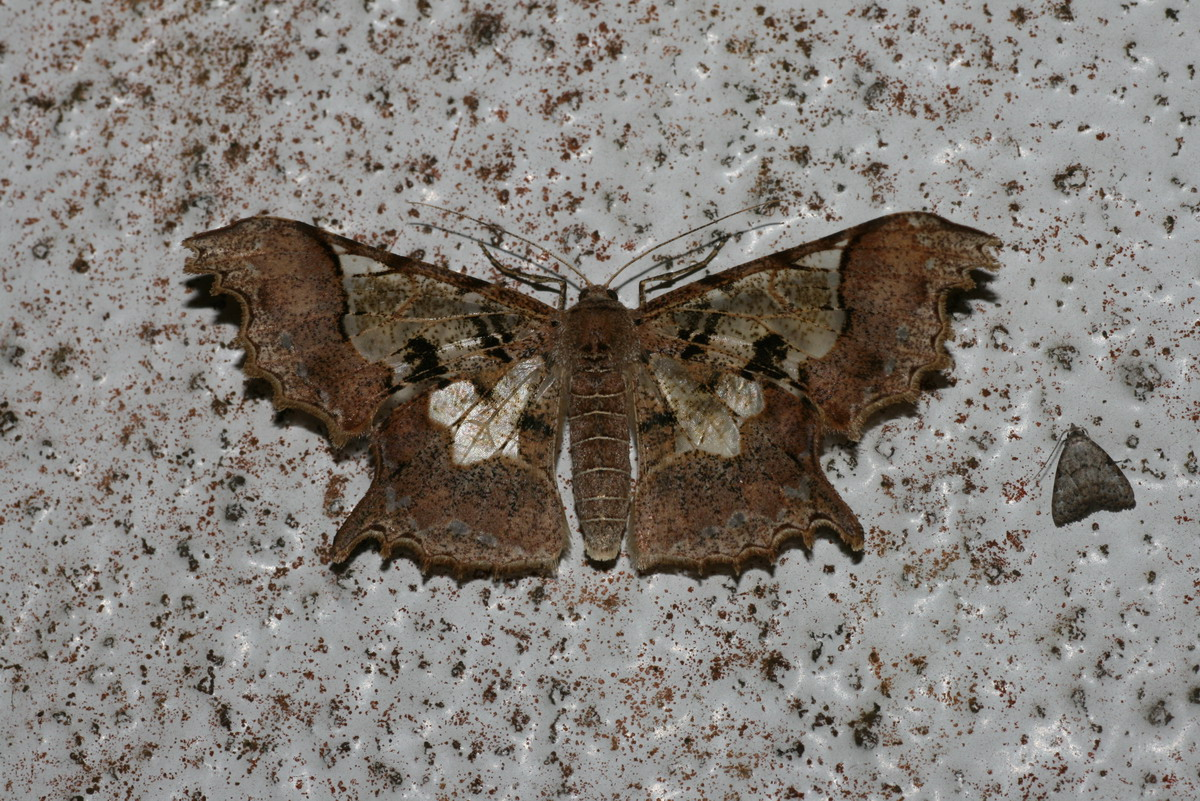
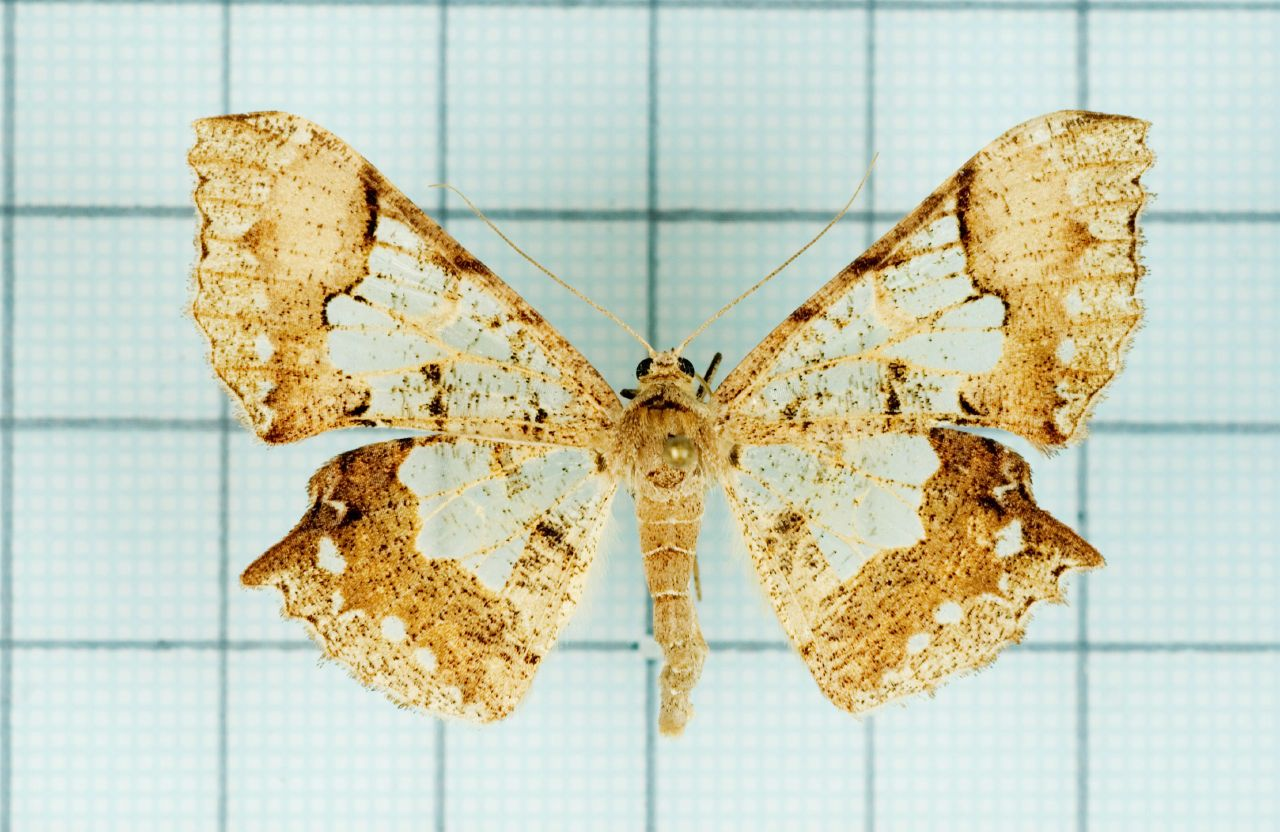
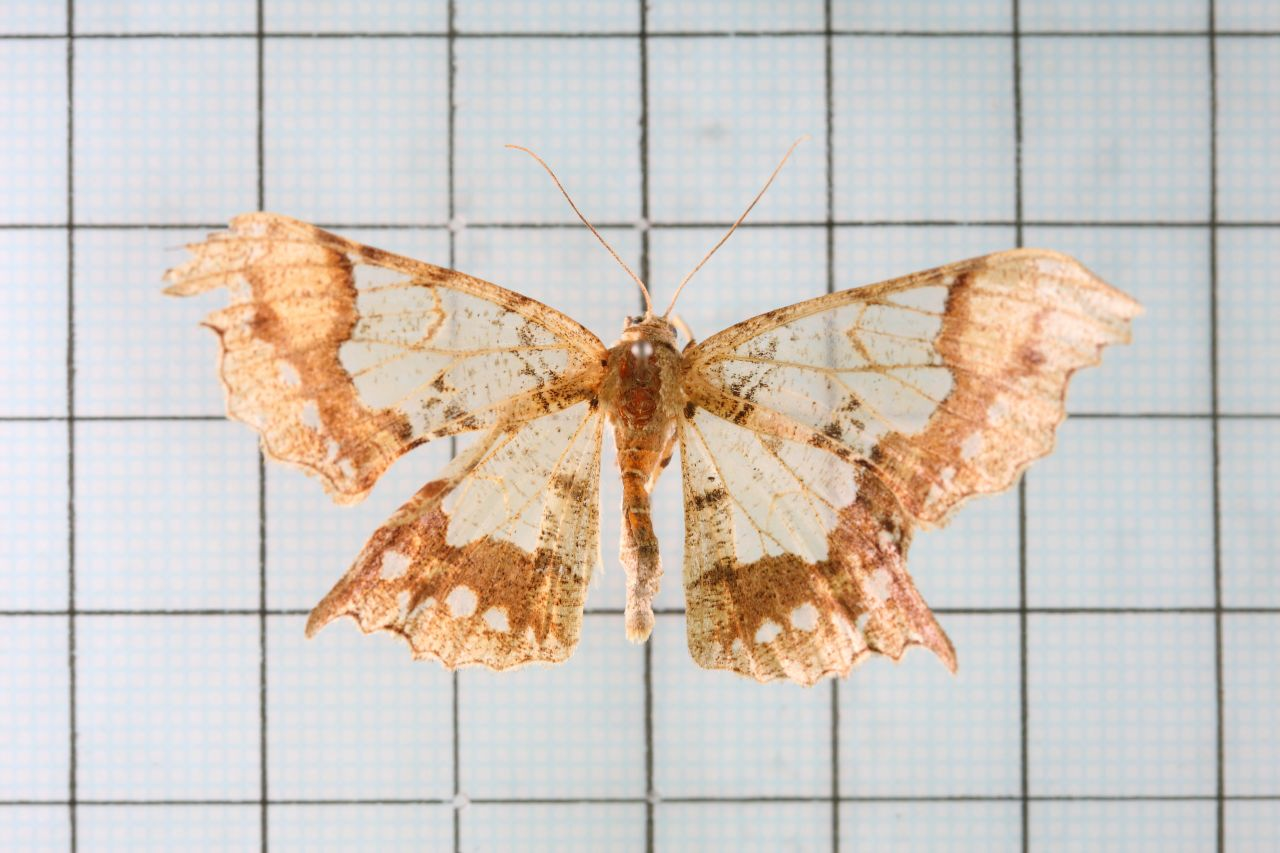
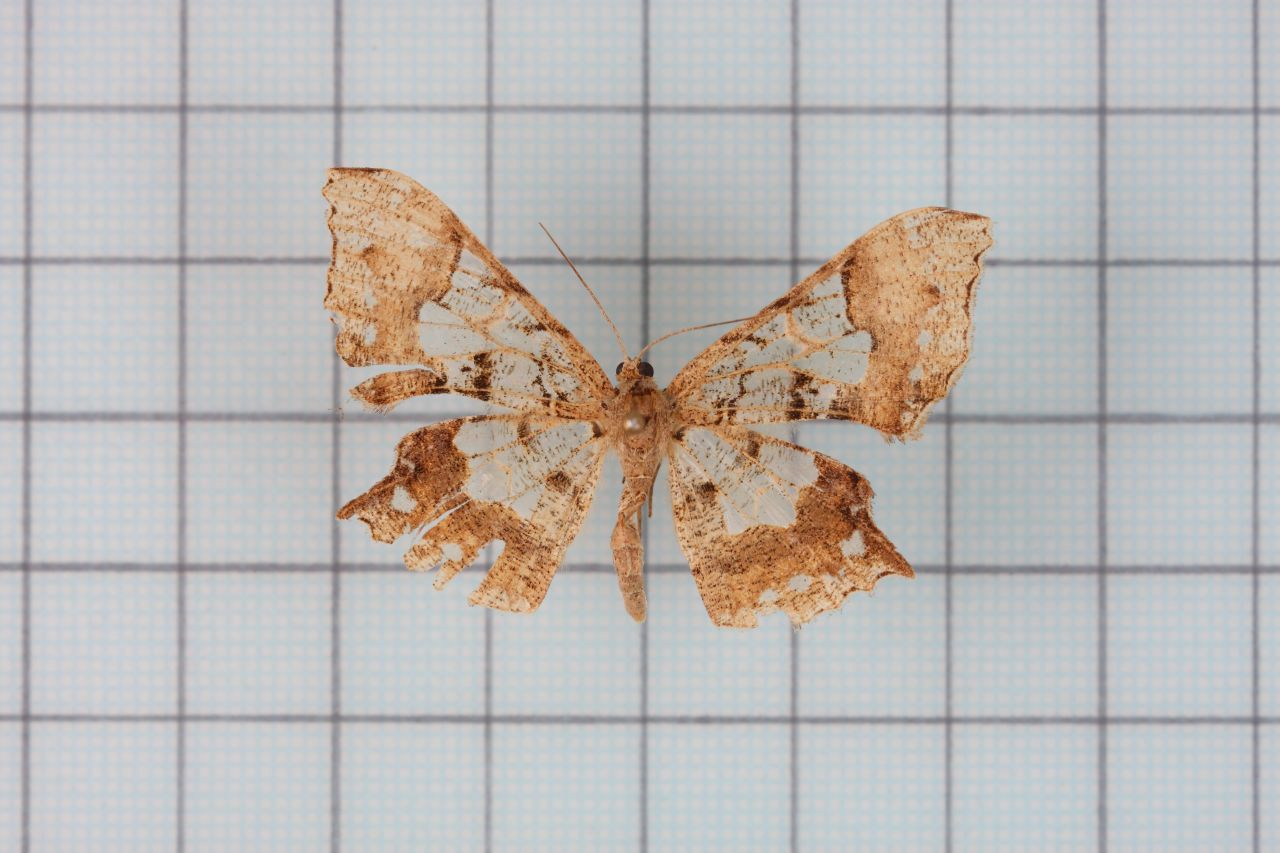